# 미나미요시이촌
미나미요시이촌(南吉井村)은 에히메현 시모우케나군·온센군에 설치되었던 촌이다. 현재의 도온시에 해당한다.